# كيفن نيومان (صحفي)
كيفن نيومان (بالإنجليزية: Kevin Newman)‏ هو صحفي ومذيع أخبار أمريكي، ولد في 2 يونيو 1959 في تورونتو في كندا.

## وصلات خارجية
- كيفن نيومان على موقع IMDb (الإنجليزية)